# Kiss Me (singolo Park Jin-young)
Kiss Me è un singolo del cantante e produttore sudcoreano J.Y. Park, pubblicato nel 1998 come parte del suo quarto album in studio, Kiss Me. Il brano è considerato una pietra miliare nella carriera dell'artista, rappresentando un mix innovativo di sonorità k-pop e R&B.

## Contesto
J.Y. Park, noto come produttore e fondatore della JYP Entertainment, pubblicò Kiss Me in un periodo di grande fermento per la musica pop coreana. Dopo il successo del suo primo album Blue City, Park continuò a sperimentare nuove combinazioni di generi musicali, consolidando il suo stile unico che unisce melodie orecchiabili a testi emotivamente coinvolgenti.

## Composizione
Kiss Me è caratterizzato da un arrangiamento che mescola strumenti acustici con influenze elettroniche, creando un'atmosfera romantica e sofisticata. Il testo, scritto dallo stesso Park, esplora il tema dell'amore e del desiderio, sottolineando l'importanza di momenti intimi e significativi nella vita di coppia.

## Pubblicazione e accoglienza
Il singolo fu pubblicato in Corea del Sud il 23 dicembre 1998 e ricevette un'accoglienza positiva da parte della critica musicale. Kiss Me si distinse per il suo sound innovativo e la performance vocale di J.Y. Park, contribuendo a consolidare la sua reputazione come artista versatile e visionario.

## Influenza culturale
Kiss Me è considerato uno dei brani più rappresentativi della carriera di J.Y. Park, influenzando generazioni di artisti k-pop. La traccia ha contribuito a definire l'estetica musicale della fine degli anni '90 in Corea del Sud, ispirando la crescita dell'industria musicale locale.